# Бејвариорс: Бејрајдерз
Бејвариорс: Бејрајдерз (BeyWarriors: BeyRaiderz) јапанска је анимирана серија и наставак Бејвилза, који је сам по себи спин-оф серије Бејблејд. Иако направљена у Јапану, још увек није емитована тамо. Студио Nelvana је платио да се серија направи, и испрва је требало да се зове Бејрајдерз: Шогун, али је име касније промењено. Серија има 13 епизода, оригинално емитованих 2014. године на канадском каналу YTV, и за разлику од прошле сезоне није синхронизована на српски језик. Следи је серија Бејвариорс: Сајборг.

## Радња
Као и у прошлој сезони, главни ликови су Шо, Џин и Леон. 
У непознатој земљи, шест звери надгледа блејдере који учествују у биткама званим Бејрајдерз. Тајанствено зло напада шест звери, и оне су приморане да се уједине. Звери побеђују, али због мучне борбе падају у дубок сан, и свет пада у хаос. Временом, звери се буде и призивају шест Бејвариорса („бејратника“) да се боре у беј-борбама и потпуно их пробуде како би зауставиле оно исто зло од пре.

## Списак епизода
Све епизоде осим четврте су емитоване на каналу YTV, стога је за премијеру коришћен датум са те станице. Епизоде су такође емитоване на Картун Нетворку. 
| Бр. еп. | Наслов | Премијера         |
| ------- | ------ | ----------------- |
| 1       |        | 4. јануар 2014.   |
| 2       |        | 11. јануар 2014.  |
| 3       |        | 18. јануар 2014.  |
| 4       |        | 25. јануар 2014.  |
| 5       |        | 1. фебруар 2014.  |
| 6       |        | 8. фебруар 2014.  |
| 7       |        | 15. фебруар 2014. |
| 8       |        | 22. фебруар 2014. |
| 9       |        | 1. март 2014.     |
| 10      |        | 8. март 2014.     |
| 11      |        | 15. март 2014.    |
| 12      |        | 22. март 2014.    |
| 13      |        | 29. март 2014.    |